# Georges Fourcade
Pour les articles homonymes, voir Fourcade.
Georges Fourcade est un chanteur et musicien en langue créole, Français né à Saint-Denis de La Réunion le 27 juillet 1884 et mort dans la même ville le 29 décembre 1962.

## Biographie
Georges Victor Fourcade est d'ascendance bordelaise par son grand-père paternel. Sa grand-mère Gabrielle Laclef, d'origine parisienne, voyagea en bateau pour La Réunion : pendant ce voyage elle rencontre le bordelais Jean Baptiste "Raymond" Houques dit Fourcade. De leur union naît Gabriel Victor Fourcade, père de Georges, qui fera profession d'agent de change.
D'abord employé dans un commerce, Georges Fourcade devient agent à la perception des impôts. Il décide de prendre des cours de solfège avec Jules Fossy comme professeur. Ce dernier deviendra son ami et le compositeur de la presque totalité de son répertoire.
En 1930, Georges Fourcade passe finalement son examen d'entrée à la Société des Auteurs. Il présente comme sujet P'tite fleur aimée, un morceau qui deviendra un énorme succès populaire et l'un des principaux titres de la musique réunionnaise.
Par la suite, Georges Fourcade joue de la guitare, écrit des textes de chansons et enregistre des disques, notamment Le Barde créole, ainsi que Caiamb Et Sombrere et Le P'Tit Paille En Queue sur un 78 tours Odéon no 239.504. Il marque par ailleurs la littérature réunionnaise avec la publication en 1928 de Z'histoires la Caze ainsi qu'avec les pièces de théâtre Z'affaire coco et Coq Auguste. De fables en saynètes, Fourcade recrée un microcosme typique de la vie créole réunionnaise.
Georges Fourcade est le premier interprète réunionnais à avoir gravé sa voix sur 78 tours, par les firmes Odéon et Pathé. Remportant un certain succès à l'Expositions universelles de Paris en 1931, il devient alors le premier interprète réunionnais connu en France métropolitaine.
Avec le blocus anglais de la Seconde Guerre mondiale, l'œuvre de Georges Fourcade devient le répertoire populaire le plus joué : c'est alors un des rares moyens de distraction, l'île arrêtant de recevoir des disques pressés en Europe.
Dans l'après-guerre, surtout à partir de 1946, grâce à l'émission de Géo-Charles sur les ondes radiophoniques, il connaît un regain de succès.

Le même Géo-Charles fait son éloge en 1949 dans la Revue des traditions populaires :
« Ce sera la gloire de Georges Fourcade - chansonnier, écrivain et folkloriste - d'avoir su fixer dans son livre coloré Z'histoires la Caze, dans ses charmantes chansons et ses fables, dans les disques qu'il a enregistrés (A), tout l'esprit, toute la gentillesse ingénue de son île natale. Comme le fait le peuple réunionnais lui-même, Georges Fourcade s'exprime toujours en langue créole dans les chansons qu'il a créées ou adaptées. Le parler créole de La Réunion est un français déformé à la manière de celui des Antilles, mais d'une façon moins prononcée peut-être, et farci d'un certain nombre d'expressions surannées et de quelques termes d'origine africaine, cafre, antillaise, malgache, mauricienne, hindoue. Ce langage affecte pour nous la savoureuse apparence d'un patois assez particulier, mais dont le fond demeure français comme pourrait l'être celui d'une de nos provinces. »
Il décède à 78 ans, célibataire et sans enfant.

## Œuvres

### Théâtre
- 1930 : Z'affaire cocos (comédie en 1 acte), Saint-Denis de la Réunion, 36 p. (OCLC 469263327, BNF 39765206)
- 1933 : (rcf) Z'istoires la caze (Pièces de théâtre et poèmes), Tananarive, Imprimerie Industriele, 255 p. (OCLC 936119566)